# José Fórmica-Corsi
José Fórmica-Corsi Cuevas (Barcellona, 11 aprile 1881 – Barcellona, 5 novembre 1954) è stato un canottiere spagnolo.
Partecipò ai Giochi della II Olimpiade che si svolsero a Parigi nel 1900. Prese parte alla gara di quattro con, in cui giunse ottavo.